# Distrito de Baran
Baran (en hindi: बरान जिल्हा) es un distrito de la India en el estado de Rajastán. Código ISO: IN.RJ.BR.
Comprende una superficie de 6955 km².
El centro administrativo es la ciudad de Baran.

## Demografía
Según censo 2011 contaba con una población total de 1 223 921 habitantes, de los cuales 588 426 eran mujeres y 635 495 varones.